# Brienzlig
Der Brienzlig (Coregonus albellus) ist ein Süßwasserfisch aus der Unterfamilie Coregoninae.

## Merkmale
Wie auch die anderen Coregoninenarten weist der Brienzlig einen heringsartigen Körperbau mit zahlreichen kleinen, silbrigen Rundschuppen auf. Zusätzlich verfügt er als Mitglied der Ordnung der Lachsartigen über eine Fettflosse. Er wird nicht über 26 Zentimeter lang.

## Verbreitung
Der Brienzlig ist im Thuner- und im Brienzersee in der Schweiz endemisch. Da er dort aber reichlich vorhanden ist und die Seen sehr sauber sind, wird er auf der Roten Liste der IUCN unter „Least Concern“ (nicht gefährdet) gelistet.

## Lebensweise und Fortpflanzung
Der Brienzlig lebt benthopelagisch (bodenorientiert im Freiwasser) im Tiefwasser der beiden Seen. Ab einer Länge von 12 cm wird er geschlechtsreif. Im September schlüpfen die Jungtiere in einer Tiefe von über 30 bis 100 m. Er ernährt sich vornehmlich von Zooplankton. Beim Brienzlig handelt es sich auch um einen guten Speisefisch, er wird mit der Hegene gefangen.